# Česká ženská hokejová reprezentace do 18 let
Česká ženská hokejová reprezentace do 18 let je výběrem nejlepších českých hráček ledního hokeje v této věkové kategorii. Od roku 2008 se účastní mistrovství světa žen do 18 let. V letech 2008 a 2014 česká ženská osmnáctka získala bronz v roce 2024 pak stříbro. 

## Účast namistrovství světa
| MS   | Místo konání                | Umístění         |
| ---- | --------------------------- | ---------------- |
| 2008 | Kanada (Alberta, Calgary)   | Bronzová medaile |
| 2009 | Německo (Füssen)            | 4. místo         |
| 2010 | USA (Chicago)               | 7. místo         |
| 2011 | Švédsko (Stockholm)         | 4. místo         |
| 2012 | Česko (Zlín, Přerov)        | 6. místo         |
| 2013 | Finsko (Heinola, Vierumäki) | 4. místo         |
| 2014 | Maďarsko (Budapešť)         | Bronzová medaile |
| 2015 | USA (Buffalo)               | 4. místo         |
| 2016 | Kanada (St. Catharines)     | 5. místo         |
| 2017 | Česko (Zlín, Přerov)        | 6. místo         |
| 2018 | Rusko (Dmitrov)             | 6. místo         |
| 2019 | Japonsko (Obihiro)          | 7. místo         |
| 2020 | Slovensko (Bratislava)      | 6. místo         |
| 2022 | USA (Madison, Middleton)    | 5. místo         |
| 2023 | Švédsko (Östersund)         | 5. místo         |
| 2024 | Švýcarsko (Zug)             |                  |